# Elecciones al Congreso de los Diputados de abril de 2019 (Barcelona)
Las elecciones al Congreso de los Diputados de 2019 se celebraron en la provincia de Barcelona el domingo 28 de abril, como parte de las elecciones generales convocadas por Real Decreto dispuesto el 4 de marzo de 2019 y publicado en el Boletín Oficial del Estado el día siguiente. Se eligieron los 32 diputados del Congreso correspondientes a la circunscripción electoral de Barcelona, mediante un sistema proporcional (método d'Hondt) con listas cerradas y un umbral electoral del 3%.

## Resultados
Los comicios depararon 9 escaños al Partido de los Socialistas de Cataluña, 8 escaños a Esquerra Republicana de Catalunya-Sobiranistes, 6 a En Comú Podem-Guanyem el Canvi, 4 a Ciudadanos Partido de la Ciudadanía, 3 a Junts per Catalunya-Junts, y 1 al Partido Popular y a Vox. Los resultados del escrutinio completo y definitivo se detallan a continuación:
| Candidatura                                                          | Candidatura                                                          | Votos     | %                               | Escaños                         |
| -------------------------------------------------------------------- | -------------------------------------------------------------------- | --------- | ------------------------------- | ------------------------------- |
|                                                                      | Partido de los Socialistas de Cataluña (PSC-PSOE)                    | 769 548   | 24,66                           | 9                               |
|                                                                      | Esquerra Republicana de Catalunya-Sobiranistes (ERC-Sobiranistes)    | 716 714   | 22,97                           | 8                               |
|                                                                      | En Comú Podem-Guanyem el Canvi (En Comú Podem)                       | 509 016   | 16,31                           | 6                               |
|                                                                      | Ciudadanos-Partido de la Ciudadanía (Ciudadanos)                     | 373 820   | 11,98                           | 4                               |
|                                                                      | Junts per Catalunya-Junts (JxCAT-Junts)                              | 316 904   | 10,15                           | 3                               |
|                                                                      | Partido Popular (PP)                                                 | 155 935   | 5,00                            | 1                               |
|                                                                      | Vox (Vox)                                                            | 112 019   | 3,59                            | 1                               |
|                                                                      |                                                                      |           |                                 |                                 |
| Poble Lliure-Som Alternativa-Pirates de Catalunya: (Front Republicà) | Poble Lliure-Som Alternativa-Pirates de Catalunya: (Front Republicà) | 84 945    | 2,72                            | 0                               |
| Partido Animalista Contra el Maltrato Animal (PACMA)                 | Partido Animalista Contra el Maltrato Animal (PACMA)                 | 50 505    | 1,62                            | 0                               |
| Recortes Cero-Grupo Verde (Recortes Cero-GV)                         | Recortes Cero-Grupo Verde (Recortes Cero-GV)                         | 5845      | 0,19                            | 0                               |
| Partido Comunista del Pueblo de Cataluña (PCPC)                      | Partido Comunista del Pueblo de Cataluña (PCPC)                      | 2555      | 0,08                            | 0                               |
| Izquierda en Positivo (IZQP)                                         | Izquierda en Positivo (IZQP)                                         | 2213      | 0,07                            | 0                               |
| Partido Comunista dels Treballadors de Catalunya (PCTC)              | Partido Comunista dels Treballadors de Catalunya (PCTC)              | 1882      | 0,06                            | 0                               |
| Convergents (CNV)                                                    | Convergents (CNV)                                                    | 1793      | 0,06                            | 0                               |
| Votos en blanco                                                      | Votos en blanco                                                      | 16 747    | 0,54                            | n/a                             |
| Votos válidos                                                        | Votos válidos                                                        | 3 120 441 | 100,00                          | 32                              |
| Votos nulos                                                          | Votos nulos                                                          | 14 440    | Participación: \| \| 75,02 % \| | Participación: \| \| 75,02 % \| |
| Votantes                                                             | Votantes                                                             | 3 134 881 | Participación: \| \| 75,02 % \| | Participación: \| \| 75,02 % \| |
| Electores                                                            | Electores                                                            | 4 178 927 | Participación: \| \| 75,02 % \| | Participación: \| \| 75,02 % \| |
|                                                                      | 75,02 %                                                              |           |                                 |                                 |

## Diputados electos
Relación de diputados electos:
| N.º | Nombre                                   | Lista | Lista            |
| --- | ---------------------------------------- | ----- | ---------------- |
| 1   | Meritxell Batet Lamaña                   |       | PSC-PSOE         |
| 2   | Oriol Junqueras i Vies                   |       | ERC-Sobiranistes |
| 3   | Jaume Asens Llodrà                       |       | En Comú Podem    |
| 4   | Francisco Polo Llavata                   |       | PSC-PSOE         |
| 5   | Inés Arrimadas García                    |       | Ciudadanos       |
| 6   | Gabriel Rufián Romero                    |       | ERC-Sobiranistes |
| 7   | Jordi Sànchez Picanyol                   |       | JxCAT-Junts      |
| 8   | Mercè Perea Conillas                     |       | PSC-PSOE         |
| 9   | Aina Vidal Saez                          |       | En Comú Podem    |
| 10  | Carolina Telechea Lozano                 |       | ERC-Sobiranistes |
| 11  | José Zaragoza Alonso                     |       | PSC-PSOE         |
| 12  | Antonio Roldán Monés                     |       | Ciudadanos       |
| 13  | Joan Josep Nuet Pujals                   |       | ERC-Sobiranistes |
| 14  | María del Mar García Puig                |       | En Comú Podem    |
| 15  | Laura Borràs Castanyer                   |       | JxCAT-Junts      |
| 16  | Cayetana Álvarez de Toledo Peralta-Ramos |       | PP               |
| 17  | Lídia Guinart Moreno                     |       | PSC-PSOE         |
| 18  | Maria Carvalho Dantas                    |       | ERC-Sobiranistes |
| 19  | Francisco Aranda Vargas                  |       | PSC-PSOE         |
| 20  | Gerardo Pisarello Prados                 |       | En Comú Podem    |
| 21  | José María Espejo-Saavedra Conesa        |       | Ciudadanos       |
| 22  | Gerard Gómez del Moral i Fuster          |       | ERC-Sobiranistes |
| 23  | Ignacio Garriga Vaz de Concicao          |       | Vox              |
| 24  | Carmen Andrés Añón                       |       | PSC-PSOE         |
| 25  | Míriam Nogueras Camero                   |       | JxCAT-Junts      |
| 26  | Marta Rosique i Saltor                   |       | ERC-Sobiranistes |
| 27  | Joan Miquel Mena Arca                    |       | En Comú Podem    |
| 28  | Arnau Ramírez Carner                     |       | PSC-PSOE         |
| 29  | Fernando Tomás de Páramo Gómez           |       | Ciudadanos       |
| 30  | Joan Capdevila i Esteve                  |       | ERC-Sobiranistes |
| 31  | Sònia Guerra López                       |       | PSC-PSOE         |
| 32  | Maria Freixanet Mateo                    |       | En Comú Podem    |